# Norge – en skildring i 6 akter
Norge – en skildring i 6 akter är en norsk svartvit stumfilm (dokumentär) från 1923.
Filmen inledde en ny typ av reseskildring inom den norska dokumentärfilmen: Norgefilmen. Tidigare hade reseskildringar från olika expeditioner till bland annat Nord- och Sydpolen nått stor framgång på de norska biograferna och Norgefilmen blev lika populär. Norge – en skildring i 6 akter bestod av kapitlen (akterna): 1. Kysten og fjordene. 2. Lavland og høyfjell. 3. Skogen. 4. Byene. 5. Nordland. 6. Finnmark. Filmen hade premiär den 20 november 1923 och producerades av Kommunenes filmcentral.